# SOLIA
株式会社SOLIA（ソリア）（旧N&O Life：エヌアンドオーライフ）は、東京都港区に本社を置く化粧品の企画・開発・販売を行う会社。
ベビー向け国産オーガニックスキンケアのアロベビーを主力ブランドとしている。

## 概要・特徴
ベビー・女性向けの国産オーガニックスキンケア・ヘアケア、健康食品の企画・販売をしている。通販サイト「SOLIA SHOP（旧：n&o Living）」を運営。
全スキンケア商品が天然由来成分99％以上、国産オーガニックにこだわっている。
主力ブランド「アロベビー」は、看板商品の「ミルクローションUV＆アウトドアミスト」を中心に発売から5年でシリーズ累計100万本を突破している。
YCP Holdings Limitedの子会社。

## 主な商品

### ALOBABY（アロベビー）
2013年の創業時から展開する主力ブランド。ベビー・ママ向けの国産オーガニックスキンケアを展開している。全商品が99％以上天然由来成分、エコサート認証基準処方でできている。
主力商品は「ミルクローション」と「UV&アウトドアミスト」。チャイルド・ボディ・セラピストの蛯原英里プロデュースのベビーオイルも販売されている。
Amazonや楽天におけるベストセラーや第1位の獲得、受賞歴も豊富。ブロガーやママタレントにもファンが多い。
2023年10周年を記念して商品リニューアルを行った。

### HALENA（ハレナ）
2018年発売の敏感肌女性向け国産オーガニックスキンケアブランド。全商品がアロベビーとの共同開発で、99％以上天然由来成分、赤ちゃんに使えるほど優しい処方でできている。コスモス認証基準処方。
主力商品は日本初国産オーガニック処方の「オーガニックホットクレンジングジェル」。

### SINCE beauté（シンスボーテ）
100％植物由来成分処方、国産オーガニックのヘアケア・スカルプケアブランド。シャンプーとトリートメントを展開している。ノンシリコン・アミノ酸系・無添加処方。

### AMBiQUE （アンビーク）
2021年発売のメンズ向けボディメイク・オーガニックスキンケアブランド。主力商品である「オールインワンEAA」「オールインワンプロテイン」などの筋トレサプリの他、1本で男性の5大肌悩みにアプローチするオールインワンローション等、多彩なラインナップを展開。

### PERFECT CARE  （パーフェクトケア）
シボルンからBMIが高めの方のお腹の脂肪を減らすのを助けてくれる機能性表示食品のダイエットサプリメントを展開。
PERFECT C CARE（パーフェクトシーケア）からビタミンCサプリメントを展開。高濃度&高吸収なリポソームビタミンC、吸収率を加速するビタミンCブースターなどが配合されている。

## 沿革
- 2013年
  - 4月 - 株式会社YCP Productを設立
  - 7月 - 「アロベビー公式サイト」を立ち上げ、ベビー向けオーガニックスキンケア「ALOBABY（アロベビー）」を発売
- 2014年9月 - 楽天市場店「Baby Cresco」をオープン
- 2015年
  - 2月 - シンガポールにて販売を開始
  - 7月 - 中国にて販売を開始
- 2016年
  - 2月 - オーガニックヘアケア「SINCE beaute（シンスボーテ）」を発売
  - 5月 - N&O Lifeに商号を変更
  - 9月 - 美容・健康・子育て情報メディア「シェリールママ」をリリース
  - 10月 - タイにて販売を開始
- 2017年
  - 2月 - 香港にて販売を開始
  - 10月 - 台湾にて販売を開始
  - 12月 - Yahoo!ショッピング店「Baby Cresco」をオープン
- 2018年
  - 2月 - 公式サイト、楽天市場店、Yahoo!ショッピング店の店名を「n&o Living」に変更
  - 5月 - オーガニックスキンケア「HALENA（ハレナ）」を発売
- 2019年
  - 7月 - オーガニックヘアケア「SINCE beaute（シンスボーテ）」をリニューアル発売
  - 5月 - 乳酸菌サプリ「W FLORA（ダブルフローラ）」を発売
- 2020年
  - 10月 - SOLIAに商号を変更[13]
- 2021年 
  - 1月 - メンズ向けオーガニックスキンケア「AMBiQUE（アンビーク）」を発売
  - 7月 - サイト名を「SOLIA SHOP」に変更
- 2022年
  - 10月 - 「ALOBABY（アロベビー）」 10周年リニューアル

## 受賞歴・評価歴
- 「Amazonランキング大賞2016上半期」コスメ・化粧品・ボディケア部門1位[8]
- 人気育児雑誌6誌が選ぶ「第8回ペアレンティングアワード」モノ部門受賞[7]
- NPO法人マザーズ協会主催の「マザーズセレクション大賞2017」受賞[6]
- 受賞台湾を代表する育児情報誌「媽媽寶寶（mombaby）」主催「第17回最愛婦幼菁品大賞」にて「2018お気に入りNEWブランド賞」受賞[5]
- 「モンドセレクション金賞」受賞
  - ハレナ オーガニックホットクレンジングジェル[4]
  - アロベビー 葉酸サプリ[14]

## CSR活動
「WEラブ赤ちゃんプロジェクト 赤ちゃんを温かい目で見守りたい」に賛同している。